# Buteo bannermani
Buteo bannermani là một loài chim trong họ Accipitridae.